# エチオピア饅頭

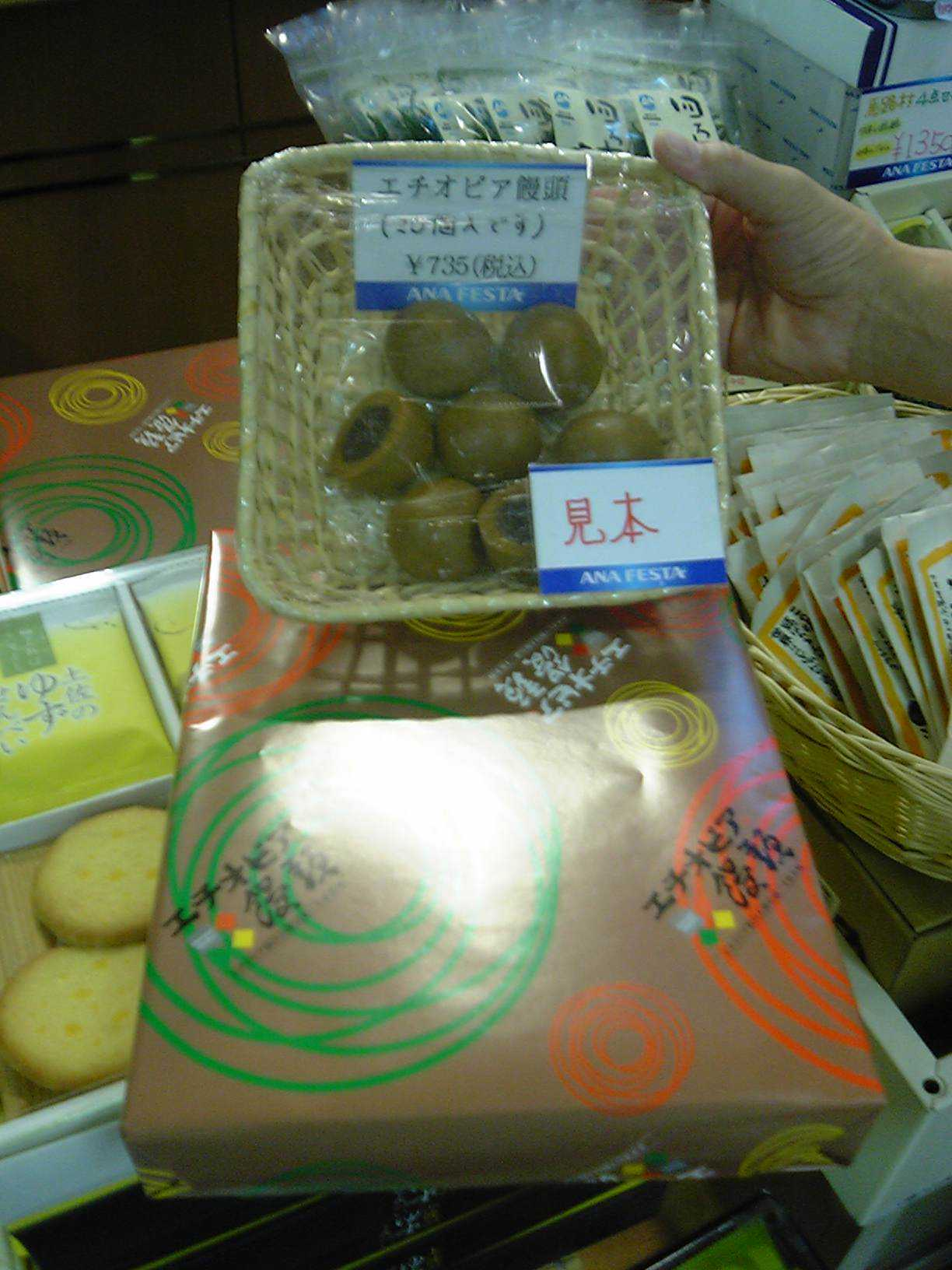
エチオピア饅頭

エチオピア饅頭（エチオピアまんじゅう）は、高知県香南市にあった菓子店「近森大正堂」が製造販売していた饅頭。
皮の部分に小麦粉と黒砂糖を、餡にこし餡を用いた一口サイズの饅頭であった。2013年4月17日に三代目店主が死去したことに伴い、近森大正堂は同年5月31日をもって閉店した。

## 概要
香南市周辺は、昔から黒砂糖の産地であった。
1919年（大正8年）に初代店主が地元の黒糖を使って「黄まんじゅう」の製造・販売を始めた。当初の商品名は店の所在地から「のいち饅頭」と名付けられた。
1935年から1936年にかけてイタリアがエチオピアを侵略した（第二次エチオピア戦争）。近代武装と近代兵器を整えたイタリア軍に対し、粗末な武器をもってエチオピア軍が勇敢に戦っているという新聞記事を読んで感動した初代店主が、先述の「のいち饅頭」を「エチオピア饅頭」と改名した。つまり製法も原料もエチオピアとは縁も所縁もない。強いてこじつけるならば、黒砂糖を使用し、色が黒っぽいことが挙げられる。この事例を大正時代後期にエチオピアが日本全国的に話題になっていた証左であると考えるむきもある。
高知県の銘菓であったが、TBS系で放送されていた情報番組『はなまるマーケット』に出演した嘉門達夫が紹介したり、広末涼子が好物と公言した事をきっかけとして、全国的に名前が知られるようになった。
1996年、『はなまるマーケット』番組内で「エチオピア大使にエチオピア饅頭を食べて貰おう!」という企画が放送された。その名前を聞いた当時の駐日エチオピア大使アーメット・マハディーが、「実際に製造元に行って食べてみたい」と要望したため、同店は大使夫妻の訪問を受けることになった。命名の由来を聞いた大使は「日本人が、エチオピアを応援してくれたことは非常に嬉しい」と述べ、さらにその味を堪能した後「日本の一地方で作られているエチオピアの名前のついた菓子が、両国友好の架け橋になって欲しい」との文章を色紙に書いて店側に送り、同時に在日エチオピア大使館公認菓子とした。この模様は番組内で放送された。
以前の包み紙には、エチオピア人を連想させる黒人のイラストが描かれていたが、人種問題を考慮してか、後に饅頭の写真をプリントした物に変更されている。黒人差別の歴史を持つアメリカ人の中には、薄茶色の饅頭を見て人種差別的と受け取る者もいたが、上述の経緯が正しく伝わっていない事に留意する必要がある。